# Särkijärvi (Gällivare socken, Lappland, 744963-173743)
Särkijärvi är en sjö i Gällivare kommun i Lappland och ingår i Kalixälvens huvudavrinningsområde. Sjön har en area på 0,163 kvadratkilometer och ligger 261,2 meter över havet. Särkijärvi ligger i Torne och Kalix älvsystem Natura 2000-område.

## Delavrinningsområde
Särkijärvi ingår i det delavrinningsområde (744651-174584) som SMHI kallar för Mynnar i Ängesån. Medelhöjden är 264 meter över havet och ytan är 47,61 kvadratkilometer. Räknas de 3 avrinningsområdena uppströms in blir den ackumulerade arean 140,86 kvadratkilometer. Ala-Leipojoki som avvattnar avrinningsområdet har biflödesordning 3, vilket innebär att vattnet flödar genom totalt 3 vattendrag innan det når havet efter 185 kilometer. Avrinningsområdet består mestadels av skog (79 procent) och sankmarker (17 procent). Avrinningsområdet har 0,26 kvadratkilometer vattenytor vilket ger det en sjöprocent på 0,5 procent.